# Hipònic II
Hipònic II (en llatí Hipponicus, en grec antic Ἱππόνικος) de sobrenom Ammon era fill de Càl·lies I i formava part de la família Càl·lies-Hipònic.
Segons Ateneu de Nàucratis, va conèixer a Erètria, una ciutat d'Eubea, un home anomenat Diomnest que era tresorer de l'estrateg de l'illa i es van fer amics. En la primera invasió dels perses a aquella illa, Diomnest va amagar un tresor a casa seva. L'exèrcit invasor ho va destruir tot i va matar molta gent, però Diomnest va aconseguir que no descobrissin els diners. Quan els perses van envair l'illa per segona vegada, Diomnest ja era mort, i els seus hereus van confiar la fortuna a Hipònic, que era a Atenes, per preservar-la. Tots els habitants de la ciutat van caure en captivitat i van ser enviats a Àsia, i Hipònic va quedar com a propietari del tresor. Així ho explica Ateneu, basant-se en Heràclides Pòntic, però la història és sospitosa i no coincideix amb el que diu Heròdot a les Històries, ja que només parla d'una única invasió persa a Erètria. Se suposa que aquesta era una explicació popular de la immensa fortuna de la família Càl·lies-Hipònic.